# Psittacus timneh
Psittacus timneh là một loài vẹt Cựu Thế giới thuộc họ Psittacidae.